# Beltinci (comune)
Beltinci (ufficialmente in sloveno Občina Beltinci) è un comune (občina) della Slovenia. Ha una popolazione di 8 183 abitanti ed un'area di 62,2 km². Appartiene alla regione statistica della Murania. La sede del comune nell'insediamento di Beltinci

## Insediamenti
Il comune di Beltinci è formato da 8 insediamenti (naselija):
- Beltinci, insediamento capoluogo comunale
- Bratonci
- Dokležovje
- Gančani
- Ižakovci
- Lipa
- Lipovci
- Melinci

## Amministrazione
| Periodo | Periodo   | Primo cittadino | Partito | Carica  | Note |
| ------- | --------- | --------------- | ------- | ------- | ---- |
| 1994    | 1998      | Jožef Kavaš     |         | sindaco |      |
| 1998    | 2002      | Jožef Kavaš     |         | sindaco |      |
| 2002    | 2006      | Milan Kerman    |         | sindaco |      |
| 2006    | 2010      | Milan Kerman    |         | sindaco |      |
| 2010    | 2014      | Matej Gomboši   |         | sindaco |      |
| 2014    | in carica | Marko Virag     |         | sindaco |      |